# 23520 Ludwigbechstein
23520 Ludwigbechstein este un asteroid din centura principală de asteroizi.

## Descriere
23520 Ludwigbechstein este un asteroid din centura principală de asteroizi. A fost descoperit pe 23 septembrie 1992 la Tautenburg de Freimut Börngen. Asteroidul prezintă o orbită caracterizată de o semiaxă mare de 2,30 ua, o excentricitate de 0,12 și o înclinație de 7,2° în raport cu ecliptica.